# Transdimensional Teenage Mutant Ninja Turtles
Transdimensional Teenage Mutant Ninja Turtles is een ondersteuning/uitbreiding van het rollenspel Teenage Mutant Ninja Turtles & Other Strangeness. Deze uitbreiding bevat regels in locaties voor tijdreizen en transdimensionaal reizen.

## Tijdreizen
Het tijdreissysteem gebruikte een tijdelijk systeem dat ervan uitgaat dat de tijd zoiets is als een spiraal verdeeld in lussen (ongeveer zoals een telefoondraad). Tijdreizen is dan mogelijk door van de ene lus naar de andere te gaan. Hoe ver men kon reizen per tijdreis varieerde.
Het spel bevat een aantal scenario’s voor tijden in het verleden en de toekomst. De toekomstscenario’s bestaan vaak uit apocalyptische omgevingen, variërend van Palladium's After The Bomb tot toekomsten waar robots de menseheid hebben uitgeroeid.
Het spel ging er ook van uit dat als een speler een verandering ozu aanbrengen in het verleden, dit een parallelle tijdlijn tot gevolg zou hebben. Veranderingen in de tijdlijn plaatsen de speler die deze verandering heeft uitgevoerd meteen in een andere tijdlijn. Deze veranderingen werden echter maar losjes behandeld in de regels. De voorbeeldavonturen van het spel bevatten dan ook enkel een voorbeeld waar de speler een geschiedenisboek leest en ontdekt dat er iets is veranderd.

## Mutantdieren
Vanwege het tijdreizen introduceerde het spel ook een aantal uitgestorven dieren, waaronder een groot aantal dinosauriërs en prehistorische zoogdieren. Ook werd een nieuwe manier van mutatie geïntroduceerd: evolutionaire mutatie door het veranderen van de tijdlijn.